# Didymoctenia exsuperata
Didymoctenia exsuperata là một loài bướm đêm trong họ Geometridae.

## Hình ảnh

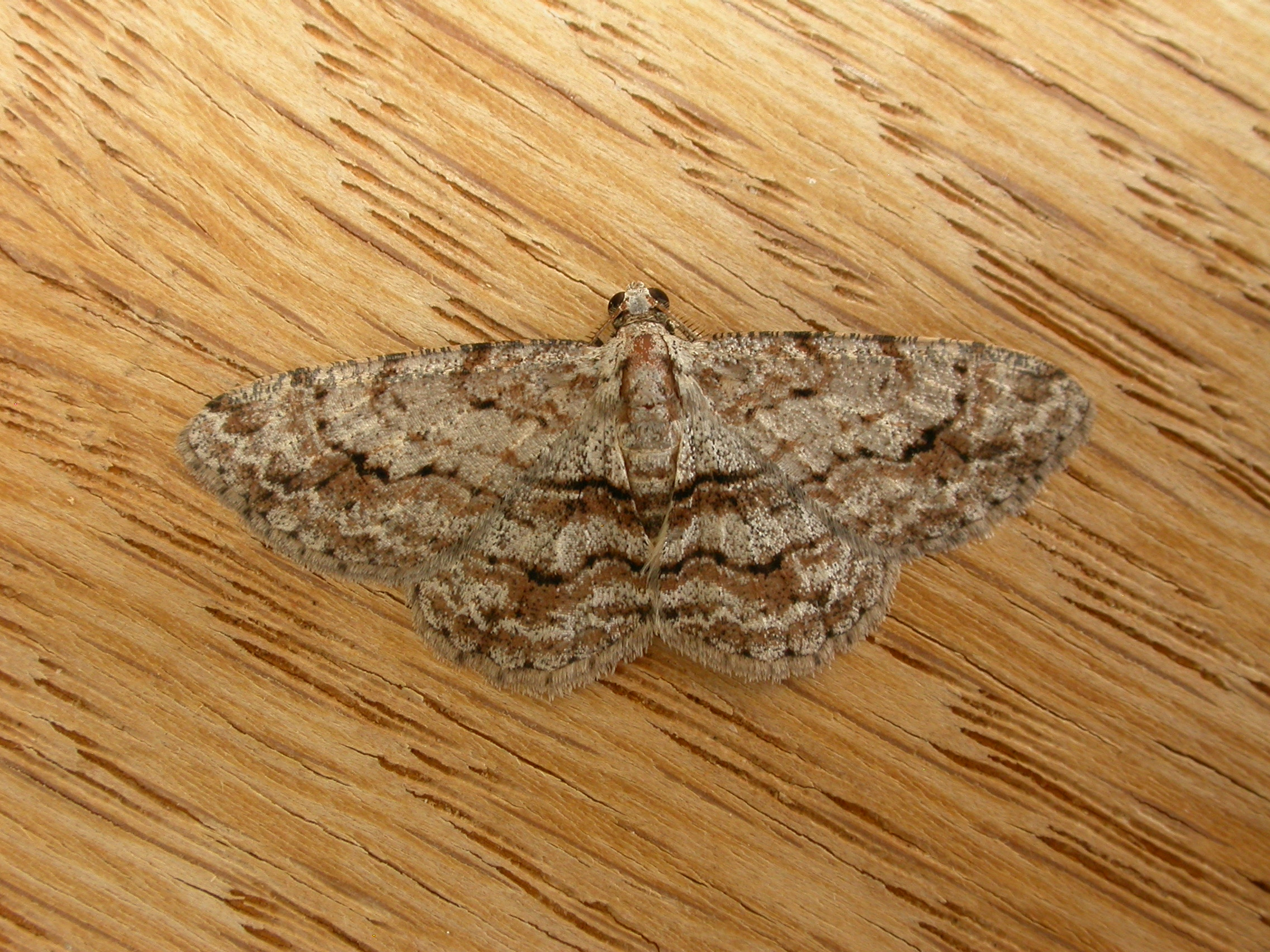